# Manuel I van Kibangu
Manuel Afonso Nzinga a Nlenke (overleden 23 september 1692) was een heerser van Kibangu en een van de twee belangrijkste Kinlaza-pretendenten voor de troon van het Koninkrijk Kongo tijdens de Kongolese Burgeroorlog in de late 17e eeuw, naast de rivaliserende koning van Lemba. Zijn politieke carrière omvatte twee significante regeerperiodes: eerst over het Kibangu van 1685 tot 1688, en later over het Koninkrijk Kongo zelf van 1691 tot aan zijn dood in 1692.

## Levensloop
Toen Manuel Afonso de troon van Kibangu besteeg, ontstond er direct oppositie tegen zijn aanspraak op het Koninkrijk Kongo, wat leidde tot een interne machtsstrijd om de Kibangu-troon. De tegenstand werd aangevoerd door twee broers van het Huis Água Rosada, een hybride dynastieke kanda ontstaan uit een Kinlaza en een Kimpanzu-ouder. Deze factie, die een verzoenende positie tussen de rivaliserende koningshuizen vertegenwoordigde, wist in 1688 de overhand te krijgen. De oudste broer, Álvaro, slaagde erin de troon van Kibangu te bestijgen.

### Herovering van São Salvador
In 1691 slaagde Manuel Afonso erin São Salvador te heroveren en beëindigde daarmee het Interregnum, waarmee hij formeel de eenheid van Kongo herstelde. Zijn gezag bleef echter kwetsbaar, amper een jaar later, in 1692, werd hij reeds van de troon gestoten en op 23 september van datzelfde jaar terechtgesteld.